# María Ángeles Calderón
María Ángeles Calderón González (Madrid, 27 de octubre de 1974) es una deportista española que compitió en golbol. Ganó una medalla de plata en los Juegos Paralímpicos de Sídney 2000.

## Palmarés internacional
| Juegos Paralímpicos | Juegos Paralímpicos | Juegos Paralímpicos | Juegos Paralímpicos |
| Año                 | Lugar               | Medalla             | Competición         |
| ------------------- | ------------------- | ------------------- | ------------------- |
| 2000                | Sídney (Australia)  | Medalla de plata    | Torneo femenino     |